# Vila Jovis
Villa Jovis ("Jupiterova vila") je rimska palača na otoku Capriju, u južnoj Italiji, koju je sagradio car Tiberije, a dovršena je 27. godine. Tiberije je vladao uglavnom iz tog mjesta do svoje smrti 37. godine.
Vila Jovis je najveća od dvanaest tiberijskih vila na Capriju koje spominje Tacit. Cijeli kompleks, koji se prostire na nekoliko terasa i visinske razlike od oko 40 m, obuhvaća oko 7000 m². Dok preostalih osam razina zidova i stubišta samo nagovještavaju veličanstvenost koju je zgrada morala imati u svoje vrijeme, nedavne rekonstrukcije pokazale su da je vila izvanredno svjedočanstvo rimske arhitekture iz 1. stoljeća.

## Položaj i opis palače
Villa Jovis nalazi se na samom sjeveroistoku otoka na vrhu Monte Tiberio; njegova visina od 334 m čini ga drugim najvišim vrhom Caprija, nakon Monte Solara (589 m nadmorske visine) u Anacapriju.
Sjeverno krilo zgrade sadržavalo je stambene prostore, dok je južno krilo imalo upravnu namjenu. Istočno krilo bilo je namijenjeno prijemima, dok je zapadno krilo imalo dvoranu otvorenih zidova (ambulatio) s koje se pružao prekrasan pogled prema Anacapriju.
Kako je do vode bilo teško doći na mjestu gdje je vila izgrađena, rimski inženjeri su konstruirali zamršen sustav za skupljanje kišnice s krovova i veliku cisternu koja je palaču opskrbljivala svježom vodom.
Južno od glavne zgrade nalaze se ostaci osmatračnice (specula) za brzu telegrafsku razmjenu poruka s kopnom, npr. vatrom ili dimom.
Pristup kompleksu moguć je samo pješice, a uključuje uzbrdo oko dva kilometra hoda od grada Caprija.

## Tiberije i njegov život na Capriju
Očigledno, glavni motivi za Tiberijev odlazak iz Rima na Capri bili su njegov oprez zbog političke situacije u Rimu i dugotrajni strah od atentata. Vila se nalazi na vrlo osamljenom mjestu na otoku, a Tiberijeve četvrti na sjeveru i istoku vile bile su posebno teško dostupne i strogo čuvane.
Vila Jovis također je, barem prema Suetoniju, mjesto gdje se Tiberije bavio divljim razvratom. Suvremeni povjesničari smatraju ove priče senzacionaliziranim, ali Svetonijeve priče barem oslikavaju kako je Tiberija doživljavao rimski narod u to vrijeme.

## Galerija
- Karta Caprija s vilom Jovis u sjeveroistočnom kutu otoka
- Rekonstrukcija Weichardta (1900.), pogled s jugozapada
- Rekonstrukcija Weichardta (1900.), pogled s istoka
- Mramorni kip Tiberija pronađen na Capriju

## Vanjske poveznice
|  | Zajednički poslužitelj ima još gradiva o temi Vila Jovis |

- Capri Online: Villa Jovis - Mount Tiberio  Arhivirana inačica izvorne stranice od 25. rujna 2015. (Wayback Machine)
- Galerija fotografija s otoka Capri